# Distrito del Sur
El Distrito del Sur o de Quito fue una subdivisión judicial y militar de la Gran Colombia que se correspondía completamente con el actual Ecuador, más la región en disputa con Perú al norte de los ríos Marañón y Amazonas.

## Historia
Esta entidad fue creada por medio de la ley del 12 de octubre de 1821, pues el Congreso de la República de Colombia atendiendo los designios de la Constitución de Cúcuta, decidió subdividir judicial y militarmente el territorio nacional en distritos con el fin de administrar de una manera más eficaz justicia en las diversas zonas del país.

## Territorio
Territorialmente el Distrito del Sur comprendía todo lo que era la antigua Presidencia de Quito, que junto con los distritos de Nueva Granada y de Venezuela formaba el territorio de la Gran Colombia. Cuando fue creado por medio de la Ley del 12 de octubre de 1821, comprendía únicamente el departamento del Cauca; pero más adelante, con la independencia de la Real Audiencia de Quito en 1822, y con la creación de los departamentos de Azuay y Guayaquil en 1824, estos le fueron asignados, en tanto el departamento del Cauca pasó al Distrito del Centro.

### División administrativa
En total, el Distrito del Sur comprendía los siguientes tres departamentos hasta su derogación, mediante la Ley Orgánica del poder Judicial de 11 de mayo de 1825:
- Departamento de Azuay. Capital: Cuenca.
- Departamento de Ecuador. Capital: Quito.
- Departamento de Guayaquil. Capital: Guayaquil.

## Administración
En el aspecto administrativo, la representación del poder ejecutivo grancolombiano estaba en manos del Jefe Superior que debía residir en la ciudad de Quito, el mismo que era a su vez Intendente del Departamento de Ecuador y al que debían responder los otros dos Intendentes de los departamentos de Azuay y Guayaquil. Por otro lado, la corte de justicia de cada uno de estas subdivisiones estaba compuesta de nueve ministros, de los cuales siete eran jueces y dos fiscales. La corte de justicia correspondiente al Distrito del Sur estaba asentada en la ciudad de Quito.

### Jefes Superiores del Distrito
Jefes Superiores del Distrito del Sur, e Intendentes de Ecuador, serían:
| Retrato | Jefe Superior               | Período   | Notas |
| ------- | --------------------------- | --------- | --- |
|         | Antonio José de Sucre       | 1822-1823 | Gran mariscal de Ayacucho. Renunció para dirigir la campaña de liberación del Perú.                              |
|         | Vicente Aguirre             | 1823-1824 | General quiteño del ejército bolivariano. Estaba casado con la prócer de 1809, Rosa de Montúfar.                 |
|         | Pedro Murgueitio            | 1824-1826 | General payanés del ejército bolivariano. Asumió el cargo en 1825.                                               |
|         | Salvador Ortega y Sotomayor | 1826-1827 | Político y abogado quiteño.                                                                                      |
|         | José Félix Valdivieso       | 1827-1828 | Político y abogado lojano.                                                                                       |
|         | Juan José Flores            | 1828-1830 | General venezolano del ejército bolivariano. Se convertiría en el primer presidente de la República del Ecuador. |